# Isabela Souza
Isabela Souza (n. 13 ianuarie 1998, Belo Horizonte, Minas Gerais) este o actriță, model, cântăreață și compozitoare braziliană, cunoscută pentru rolul ei în Juacas și ca protagonist al viitoarei serii BIA de la Disney Channel. 
Isabela Soares De Souza Marques este născută în Brazilia. Frații săi sunt Ricardo Souza și Letícia Souza. Actriță și model, Isabela la vârsta de 14 ani a realizat că dorește să facă teatru, a intrat și a fost instruită la vârsta de 16 ani în curs. 
Isabela a avut premiera în 2017, în seria Juacas, unde a interpretat personajul lui Brida. A petrecut o lună în Florianópolis pentru a învăța elementele de bază ale surf-ului înainte de a filma Juacas. 
În 2018 a interpretat-o pe Elena de Avalor, cântând Minha Vez, din seria Elena de Avalor.
În august 2018, Souza a fost anunțată ca protagonist în noua serie BIA, Disney Channel America Latină. În 2017 s-a mutat la Buenos Aires, Argentina pentru a începe proiectul BIA. 
| an   | titlu              | rol             | notițe                                                          |
| ---- | ------------------ | --------------- | --------------------------------------------------------------- |
| 2017 | Juacas             | Brida           | Distribuția principală (sezonul 1); invitat special (sezonul 2) |
| 2018 | Disney Planet News | ea însăși       |                                                                 |
| 2019 | BIA                | Beatriz Urquiza | Protagonistă                                                    |

### Videoclipuri muzicale
| an   | titlu     | cântăreț  | notițe |
| ---- | --------- | --------- | ------ |
| 2018 | Minha Vez | ea însăși |        |

## Discografie
| Trilha Sonora | Trilha Sonora | Trilha Sonora |
| an            | muzică        | album         |
| ------------- | ------------- | ------------- |
| 2018          | "Minha Vez"   |               |